# Molho de hoisin
O molho de hoisin é um condimento típico da culinária da China, sendo por vezes chamado “molho chinês para churrascos”; além de ser conhecido por fazer parte da preparação do pato-à-pequim, este molho é igualmente usado na culinária doutros países da região, sendo muitas vezes servido, por exemplo, com o pho vietnamita. O nome “hoisin” é uma forma de transliterar uma expressão chinesa que significa “marisco”; apesar de, na sua composição, não figurar nenhum ingrediente do mar, o molho é muitas vezes usado em pratos de mariscos. Também pode acompanhar outros pratos, como os rolinhos-primavera, quer na sua composição original, quer diluído ou misturado com outros condimentos.  
O molho hoisin leva na sua preparação uma pasta de soja, alho, malagueta, vinagre e açúcar ou melaço; a sua consistência espessa é devida a um ingrediente com amido, que pode ser baseado em batata-doce, trigo ou arroz. Os condimentos adicionais dependem da região onde é preparado. Uma receita indica a utilização da pasta-de-feijão-preto e óleo de gergelim para engrossar o molho. 